# Blindtouch
Blindtouch – pierwszy na świecie w pełni działający, automatyczny, kompaktowy, prototypowy aparat fotograficzny dla osób niewidomych.

## Opis
Aparat skonstruowała w 2018, po około trzech latach prac, polska spółka Robot Manufacture (startup specjalizujący się w segmencie urządzeń dla osób z niepełnosprawnościami) z Bielska-Białej, a jego wynalazcą był Piotr Cybulski.
Zasadą działania aparatu jest przekształcenie obrazu fotograficznego na obraz złożony z wysuwanych pręcików (pinów), rozmieszczonych na specjalnym ekranie, czyli rodzaj tyflografiki. Prototypowe urządzenie posiada matrycę w rozmiarze 35×25 punktów (pinów). Osoba niewidoma poznaje obraz za pomocą dotyku. Docelowo rozdzielczość ekranu ma być czterokrotnie zwiększona (minimum 70×50 punktów). Cały zestaw składa się z aparatu oraz stacji bazowej z wmontowanym ekranem składającym się z wysuwanych pinów. Ekran umożliwia także wyświetlanie tekstów zapisanych alfabetem Braille’a. 
Dalsze prace rozwojowe uzależnione są od zebrania funduszy w drodze zbiórki crowdfundingowej.